# Sony Michel
Pour les articles homonymes, voir Michel.
(en) Statistiques sur pro-football-reference
Sony Michel, né le 17 février 1995 à Orlando en Floride, est un joueur américain de football américain qui a évolué au poste de running back en National Football League (NFL).
Il passe ses trois premiers saisons professionnelles avec les Patriots de la Nouvelle-Angleterre où il remporte le Super Bowl LIII pendant sa saison rookie. En 2021, il est échangé aux Rams de Los Angeles où il remporte le Super Bowl LVI. En 2022, il passe l'intersaison chez les Dolphins de Miami avant d'être engagé par les Chargers de Los Angeles pour la saison régulière. Pendant l'intersaison 2023, il est engagé à nouveau par les Rams mais prend sa retraite avant le début de la saison régulière.

## Biographie

### Carrière universitaire
Étudiant à l'Université de Géorgie, il a joué pour les Bulldogs de 2014 à 2017.

### Carrière professionnelle
Il est sélectionné au premier tour par les Patriots de la Nouvelle-Angleterre au 31e rang. Son coéquipier de Géorgie, l'offensive tackle Isaiah Wynn, a également été choisi par les Patriots un peu plus tôt durant la draft. Ils deviennent les premiers coéquipiers à l'université sélectionnée par la même équipe au premier tour d'une draft de la NFL depuis Carlos Rogers et Jason Campbell, joueurs d'Auburn, par les Redskins de Washington en 2005.
Le 25 août 2021, Michel est échangé aux Rams de Los Angeles contre un choix de sixième tour de la draft 2022 et un choix de quatrième tour de la draft 2023.
Le 10 mai 2022, il est engagé par les Dolphins de Miami. Il est libéré le 29 août 2022 peu avant le début de la saison regulière.
Le 31 août 2022, il est engagé par les Chargers de Los Angeles. Il est libéré par les Chargers le 31 décembre 2022.
Le 20 juin 2023, il est engagé par les Rams de Los Angeles. Il annonce sa retraite de la NFL le 29 juillet 2023 un mois avant le début de la saison regulière.

## Statistiques
| Année  | Équipe                 | MJ     |     | Courses | Courses | Courses | Courses |       | Passes réceptionnées | Passes réceptionnées | Passes réceptionnées | Passes réceptionnées |
| Année  | Équipe                 | MJ     | Nb. | Yards   | Moy.    | TD      | Nb.     | Yards | Moy.                 | TD                   |                      |                      |
| 2014   | Bulldogs de la Géorgie | 8      | 64  | 410     | 6,4     | 5       | 7       | 106   | 15,1                 | 1                    |                      |                      |
| 2015   | Bulldogs de la Géorgie | 13     | 218 | 1136    | 5,2     | 8       | 26      | 270   | 10,4                 | 3                    |                      |                      |
| 2016   | Bulldogs de la Géorgie | 12     | 152 | 840     | 5,5     | 4       | 22      | 149   | 6,8                  | 1                    |                      |                      |
| 2017   | Bulldogs de la Géorgie | 14     | 156 | 1227    | 7,9     | 16      | 9       | 96    | 10,7                 | 1                    |                      |                      |
| Totaux | Totaux                 | Totaux | 590 | 3 613   | 6,1     | 33      | 64      | 621   | 9,7                  | 6                    |                      |                      |

| Année  | Équipe                             | MJ     |     | Courses | Courses | Courses | Courses |       | Passes réceptionnées | Passes réceptionnées | Passes réceptionnées | Passes réceptionnées |
| Année  | Équipe                             | MJ     | Nb. | Yards   | Moy.    | TD      | Nb.     | Yards | Moy.                 | TD                   |                      |                      |
| 2018   | Patriots de la Nouvelle-Angleterre | 13     | 209 | 931     | 4,5     | 6       | 7       | 50    | 7,1                  | 0                    |                      |                      |
| 2019   | Patriots de la Nouvelle-Angleterre | 16     | 247 | 912     | 3,7     | 7       | 12      | 94    | 7,8                  | 0                    |                      |                      |
| 2020   | Patriots de la Nouvelle-Angleterre | 9      | 79  | 449     | 5,7     | 1       | 7       | 114   | 16,3                 | 1                    |                      |                      |
| 2021   | Rams de Los Angeles                | 17     | 208 | 845     | 4,1     | 4       | 21      | 128   | 6,1                  | 1                    |                      |                      |
| 2022   | Chargers de Los Angeles            | 10     | 36  | 106     | 2,9     | 0       | 9       | 53    | 5,9                  | 0                    |                      |                      |
| Totaux | Totaux                             | Totaux | 779 | 3 243   | 4,2     | 18      | 56      | 439   | 7,8                  | 2                    |                      |                      |

| Année  | Équipe                             | MJ     |     | Courses | Courses | Courses | Courses |       | Passes réceptionnées | Passes réceptionnées | Passes réceptionnées | Passes réceptionnées |
| Année  | Équipe                             | MJ     | Nb. | Yards   | Moy.    | TD      | Nb.     | Yards | Moy.                 | TD                   |                      |                      |
| 2018   | Patriots de la Nouvelle-Angleterre | 3      | 71  | 336     | 4,7     | 6       | 1       | 9     | 9,0                  | 0                    |                      |                      |
| 2019   | Patriots de la Nouvelle-Angleterre | 1      | 14  | 61      | 4,4     | 0       | 2       | 9     | 4,5                  | 0                    |                      |                      |
| 2021   | Rams de Los Angeles                | 4      | 26  | 80      | 3,1     | 0       | 3       | -8    | -2,7                 | 0                    |                      |                      |
| Totaux | Totaux                             | Totaux | 111 | 477     | 4,3     | 6       | 6       | 10    | 1,7                  | 0                    |                      |                      |